# Кіниці (Західнопоморське воєводство)
Кіниці (пол. Kinice, нім. Kienitz) — село в Польщі, у гміні Новоґрудек-Поморський Мисліборського повіту Західнопоморського воєводства.
Населення — 259 осіб (2011).
У 1975-1998 роках село належало до Гожовського воєводства.

## Демографія
Демографічна структура станом на 31 березня 2011 року:
|          | Загалом | Допрацездатний вік | Працездатний вік | Постпрацездатний вік |
| -------- | ------- | ------------------ | ---------------- | -------------------- |
| Чоловіки | 143     | 27                 | 102              | 14                   |
| Жінки    | 116     | 23                 | 67               | 26                   |
| Разом    | 259     | 50                 | 169              | 40                   |